# Urmiai repülőtér
Az Urmiai repülőtér (IATA: OMH, ICAO: OITR) Irán egyik nemzetközi repülőtere, amely Urmia közelében található. Éves utasforgalma 451 967 fő (2017). Üzemeltetője az Iranian Airports Holding Company.

## Kifutópályák
A repülőtér futópályái:
- 03/21 (3249 m, 45 m, aszfalt)

## Forgalom
Az utasforgalom az elmúlt években az alábbi módon változott:
| Utasok száma | 337 679 | 317 888 | 326 126 | 332 971 | 343 542 | 393 801 | 451 967 | 369 136 | 343 338 |
|              | 2011    | 2012    | 2013    | 2014    | 2015    | 2016    | 2017    | 2018    | 2019    |

## Légitársaságok és úticélok
2025-ben az Urmiai repülőtérről az alábbi járatok indulnak (Utoljára frissítve: 2025-02-13):
| Légitársaság         | Célállomások                                        |
| -------------------- | --------------------------------------------------- |
| AJet                 | Istanbul–Sabiha Gökçen                              |
| ATA Airlines         | Mashhad, Tehran–Mehrabad                            |
| Ava Airlines         | Tehran–Mehrabad                                     |
| Caspian Airlines     | Tehran–Mehrabad                                     |
| Iran Air             | Mashhad, Tehran–Mehrabad Szezonális: Jeddah, Medina |
| Iran Aseman Airlines | Mashhad, Tehran–Mehrabad                            |
| Karun Airlines       | Tehran–Mehrabad                                     |
| Mahan Air            | Tehran–Mehrabad                                     |
| Pouya Air            | Tehran–Mehrabad                                     |
| Qeshm Air            | Tehran–Mehrabad                                     |
| Varesh Airlines      | Mashhad, Tehran–Mehrabad                            |
| Yazd Airways         | Tehran–Mehrabad                                     |